# Derek Redmond
Pour les articles homonymes, voir Redmond.
Derek Anthony Redmond (né le 3 septembre 1965 à Bletchley, Buckinghamshire) est un athlète britannique, spécialiste du 400 m.

## Biographie
Avec une carrière prometteuse mais ternie par des blessures, il est surtout connu pour avoir tenu à terminer la demi-finale du 400 m des Jeux olympiques de Barcelone en 1992. Foudroyé par un claquage à l'ischio-jambier de la jambe droite après avoir parcouru 180 m, il se relève et tente de finir le tour de piste à cloche-pied. Rejoint par son père qui le soutiendra jusqu'à la ligne d'arrivée, il termine son 400 m sous une ovation du public debout.

### Palmarès
| Date | Compétition           | Lieu      | Résultat | Épreuve   | Performance   |
| ---- | --------------------- | --------- | -------- | --------- | ------------- |
| 1986 | Championnats d'Europe | Stuttgart | 1er      | 4 × 400 m | 2 min 59 s 84 |
| 1987 | Championnats du monde | Rome      | 5e       | 400 m     | 45 s 06       |
| 1987 | Championnats du monde | Rome      | 2e       | 4 × 400 m | 2 min 58 s 86 |
| 1991 | Championnats du monde | Tokyo     | 1er      | 4 × 400 m | 2 min 57 s 53 |

### Records
Il a battu le record britannique du 400 m en 1985 (44 s 82).